# 薩蘭迪

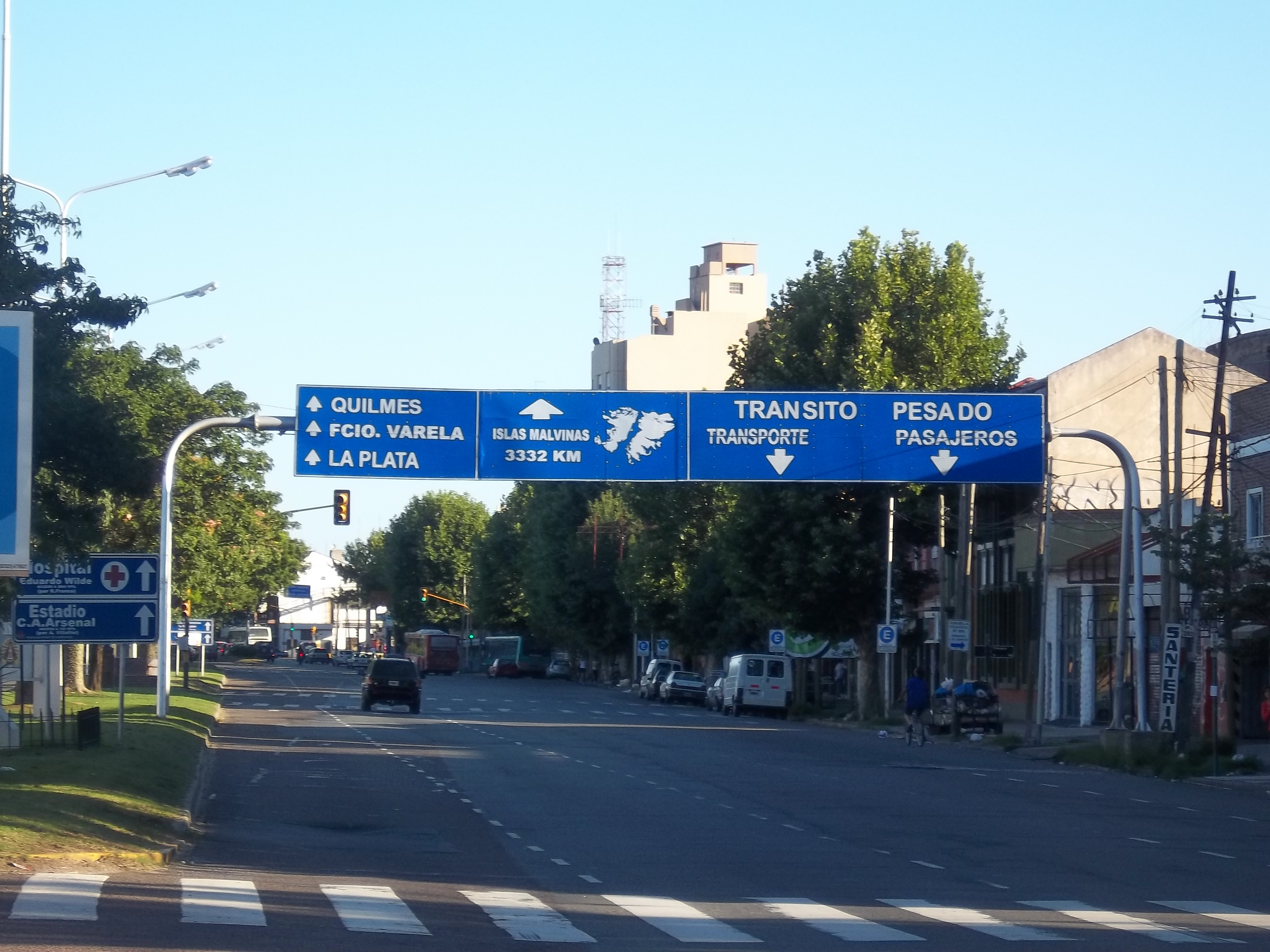
薩蘭迪

薩蘭迪（Sarandi）是阿根廷的城市，位於該國東北部，由布宜諾斯艾利斯省負責管轄，始建於1580年，面積54平方公里，主要經濟活動是皮革業，2001年人口60,752。
34°41′S 58°20′W / 34.68°S 58.33°W